# San José Iturbide
San José Iturbide è un comune dello stato di Guanajuato, nel Messico centrale, il cui capoluogo è l'omonima località.
La municipalità conta 84.624 abitanti (2016) e copre una superficie di 3.534,11 km².